# Аллерханд, Маурицы
Маурицы Аллерханд (28 июня 1868 — август 1942, Львов) — польский юрист еврейского происхождения, профессор права во Львовском университете.

## Биография
Он происходил из богатой еврейской семьи помещика. Окончил среднюю школу в г. Жешув, после чего учился в Венском университете. Там получил звание доктора права в 1892 году. После возвращения в Галицию жил во Львове и начал юридическую практику. В 1900 году он открыл независимую юридическую фирму, в то же время публиковал в национальных и международных журналах трактаты, юридические статьи и монографии. В 1909 году он был хабилитатом во Львовском университете в сфере процессуального права с работой, названной «Мошенничество в судах». Также он писал работы на немецком языке, но в большинстве издавал работы на польском. С 1910 года он был лектором во Львовском университете, в 1917 году был назначен профессором-ассистентом, а в 1922 (уже в независимой Польше) назначен постоянным профессором.

### В период независимой Польши
22 августа 1919 Аллерханд был избран членом Кодификационной комиссии Польского Сейма; в 1922 — членом Государственного трибунала. В 1929 он стал президентом еврейской общины Львова. Не вовлеченный в политику, он верил в культурную интеграцию польских евреев. Он начал успешную юридическую практику. Он также работал научно; читал лекции по правоохранительной деятельности и по праву конкуренции на рынке, истории и организации польской судебной системы, а также юристов и нотариальных услуг, кроме того, о правовых основах авиационного страхования. По 1933 год он был главой кафедры торгового и вексельного права. Он всегда приглашал молодых юристов к себе в офис на семинары. Некоторые из участников со временем стали известными польскими юристами, такие как Кароль Корани, Казимеж Пшибивовски и Людвик Двожак. Участниками семинаров профессора Аллерханда были также такие юристы, как Ежи Савыцки и Стефан Розмарин-Квечыньски. В 1922—1923-х годах он представил двухтомный комментарий к Гражданско-процессуальному кодексу; а в 1935 комментарий к коммерческому кодексу. В 1937 он написал обзор о праве несостоятельности.

### Вторая мировая война
После оккупации Львова советской армией в 1939 году и реорганизацией Львовского университета структурой НКВД, Аллерханд был уволен, но через несколько месяцев ему снова позволили преподавать на юридическом факультете.
После оккупации Львова вермахтом, Аллерханд отказался от должности председателя в юденрате (Еврейского совета). Он был вынуждён переехать в Львовское гетто вместе со своей семьей. 10 августа 1941 года Аллерханд вместе со своей женой Саломеей были депортированы из гетто в Яновский лагерь, где их расстреляли.

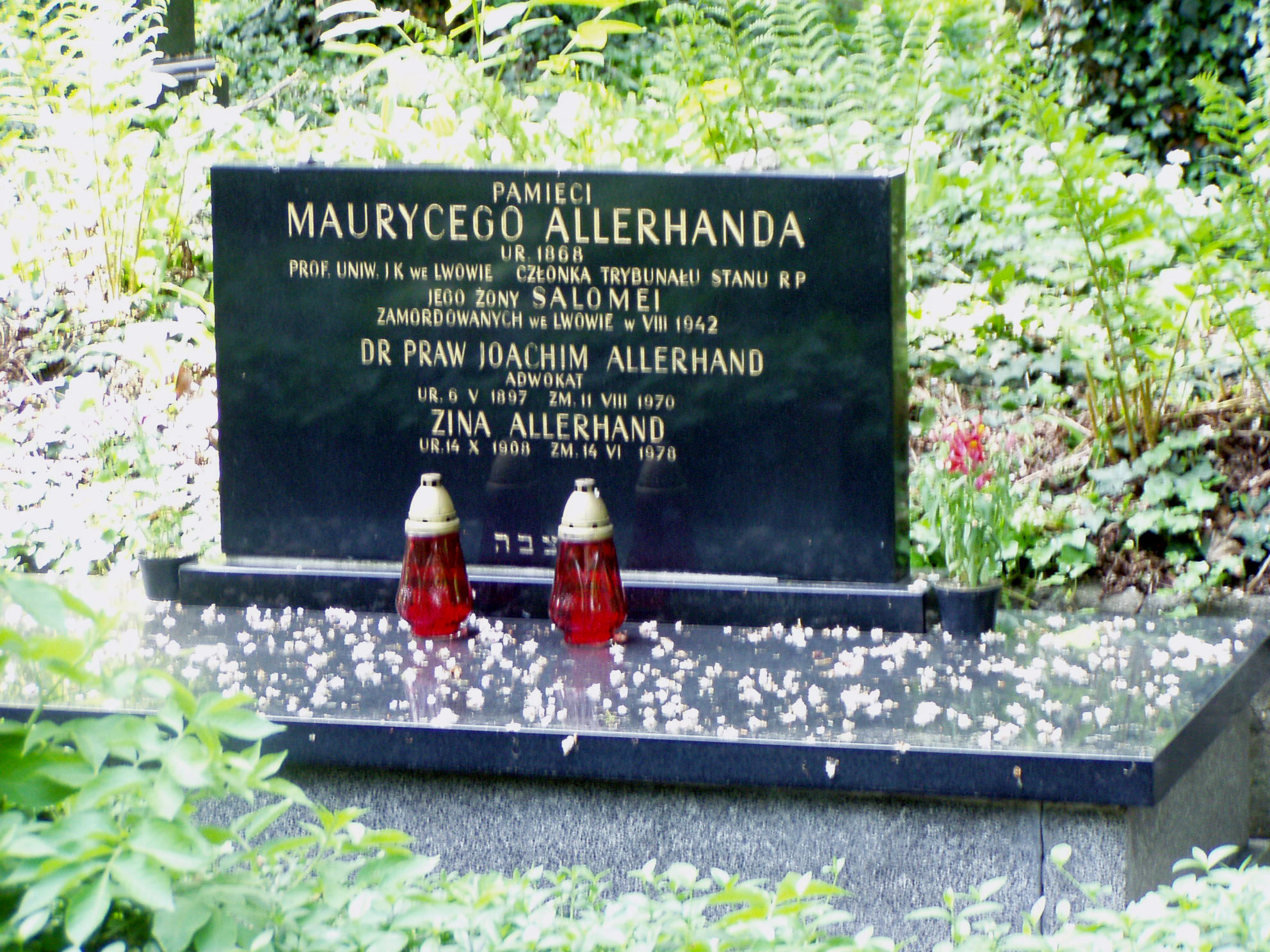
Символическая могила семьи Аллехандра, Новое еврейское кладбище,Краков

Тела жертв сожгли, а пепел развеяли. Его сын Иоахим, жена сына Зина и внук Лешек спаслись от Холокоста.
Символическую могилу Мауриция Аллерханда и его жены Саломеи можно найти на Новом Еврейском Кладбище в Кракове. В 2009 году его имя назвали юридический фонд — Институт Аллерханда, основанный а Кракове.

## Наследие
Десятилетия спустя, после краха Советской власти, его внук Лешек опубликовал в 2003 году книгу, которая основана на воспоминаниях его бабушки, написанных в 1941—1942 годах, начатых Аллерхандом незадолго после Германской атаки Львова и завершённые в феврале 1942 года. Его отзыв о жизни в Гетто показывает хорошую осведомленность о жизни польских евреев при Нацистской оккупации Львова. Описаны погромы в 1941 году, совершенные немцами при помощи украинцев, но к тому же, книга включает упоминание об Разговоре Аллерханда с бывшим агитатором установленном в Львовском Университете Советской властью, обвиняя поляков за это. Он был немедленно исправлен Аллерханом.
Книга, которая названа «Записки с другого мира», дополнена воспоминаниями юного Лешека Аллехандра, который жил со своими дедушкой и бабушкой много лет перед тем, когда они преждевременно умерли. Оригинальная рукопись сохранена в архивах Еврейского исторического института в Варшаве (Львовский отдел), неизвестная никому до смерти в 1962 году проф. Стефана Стасякя из Львовского университета, который хранил её безопасности среди своих документов.